# Hamburger Schwimmverband
Der Hamburger Schwimm-Verband e. V. (HSV) mit Sitz in Hamburg vereinigt unter seinem Dach die Schwimmvereine des Bundeslandes Hamburg. 

## Gliederung
Der Hamburger Schwimmverband repräsentiert die fünf olympischen Schwimmsportarten (Schwimmen, Wasserspringen, Synchronschwimmen, Wasserball und Freiwasserschwimmen).  Am 27. Juni 2019 bestand der Verband aus 50 Vereinen/Abteilungen und 10.391 Mitgliedern.

## Schwimmwettbewerbe
Der Hamburger Schwimmverband organisiert regelmäßig im Bereich Schwimmen Landesmeisterschaften. Insbesondere werden dabei jährlich die Hamburger Meisterschaften auf der Langbahn (50-m-Bahn) und die Hamburger Kurzbahnmeisterschaften (auf der 25-m-Bahn) veranstaltet. Auch im Masterssport veranstaltet der Schwimmverband jährlich Meisterschaften.

## Dachverbände
Der Hamburger Schwimmverband ist Mitglied im Deutschen Schwimm-Verband e. V. (DSV) und im Norddeutschen Schwimmverband e. V. Innerhalb des Hamburger Sportbundes ist der Verband ordentliches Mitglied als Landesfachverband für die Schwimmsportarten.

## Geschichte
- In den 1970er-Jahren war der Strafrichter Harm Beyer Vorsitzender des Hamburger Schwimmverbandes.[3] Aktuell hat Dietmar Schott den Vorsitz.